# 格雷扎纳
格雷扎纳（義大利語：Grezzana），是意大利威尼托大区维罗纳省的一个市镇。总面积52.01平方公里，人口10878人，人口密度209.2人/平方公里（2009年）。国家统计（ISTAT）代码为023038。